# Andreas von Baumgartner

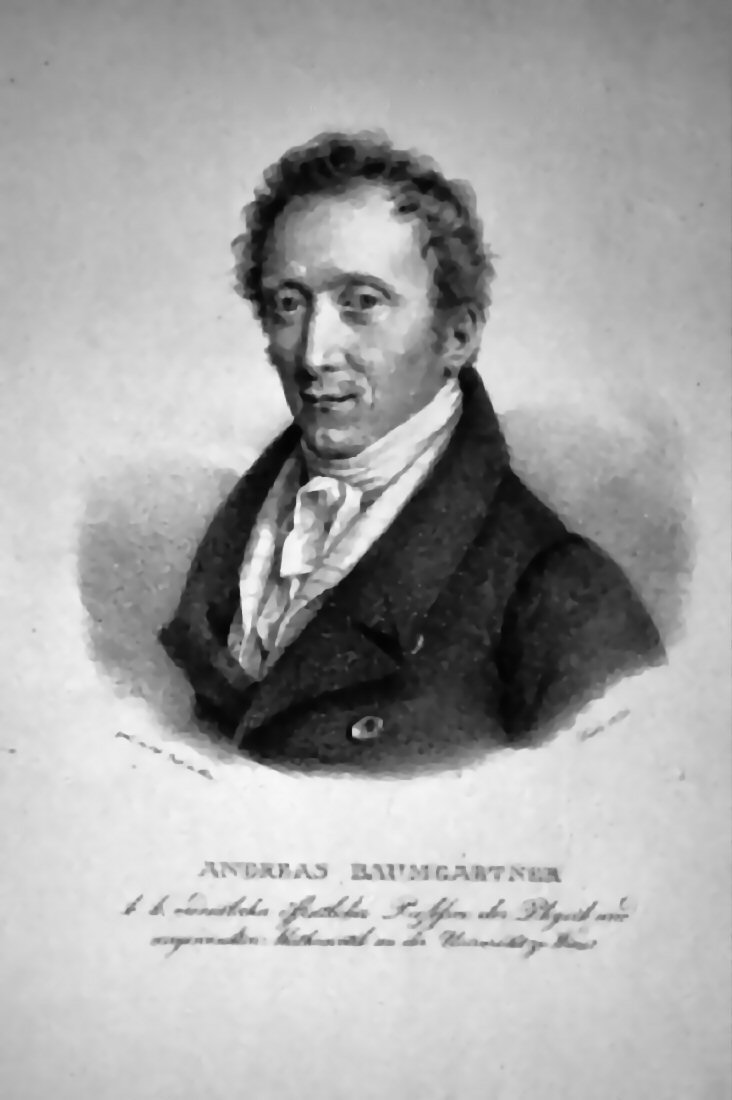
Andreas Freiherr von Baumgartner, Lithographie von Friedrich Lieder, 1826

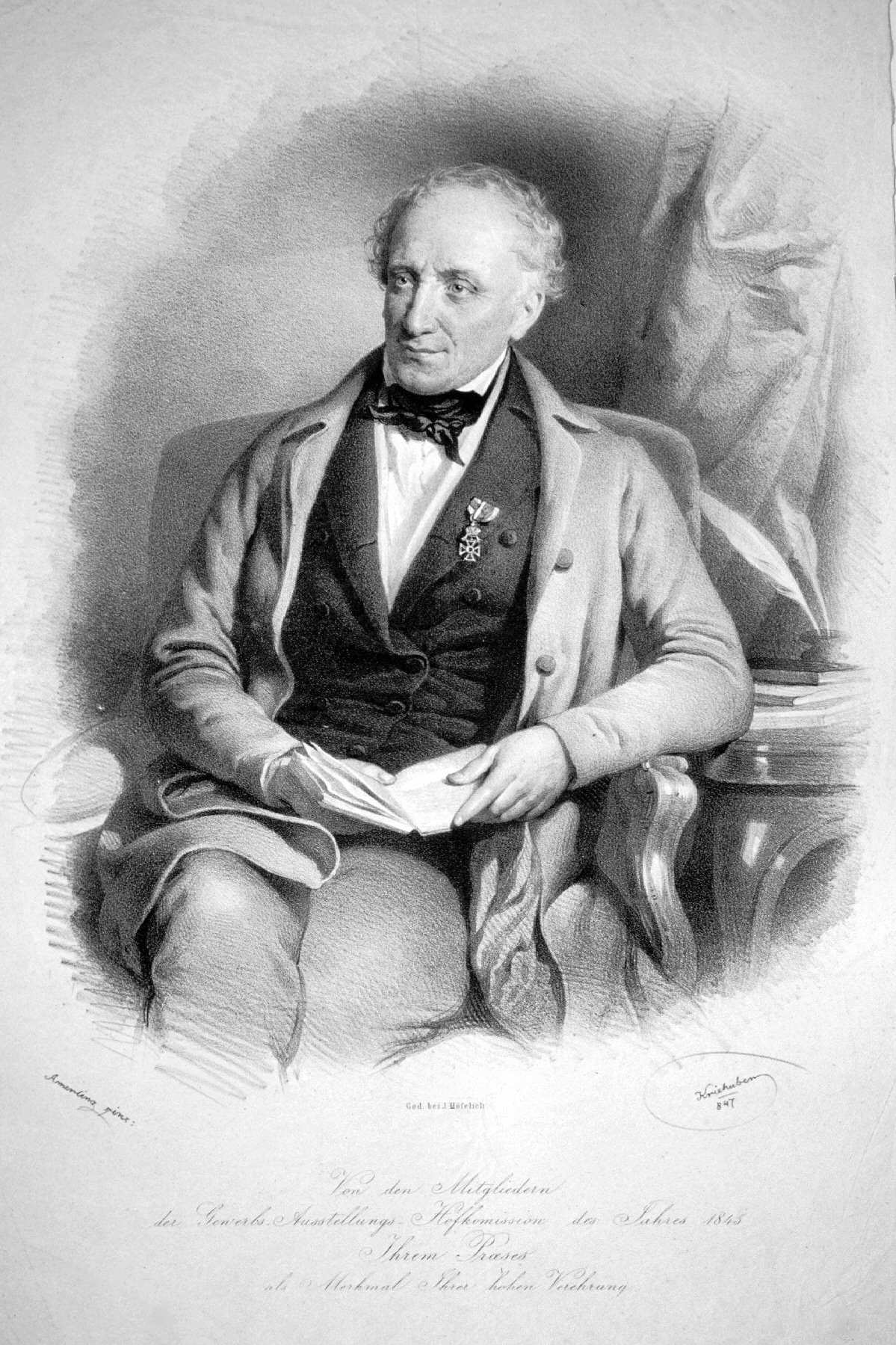
Andreas von Baumgartner, Lithographie von Josef Kriehuber, 1847

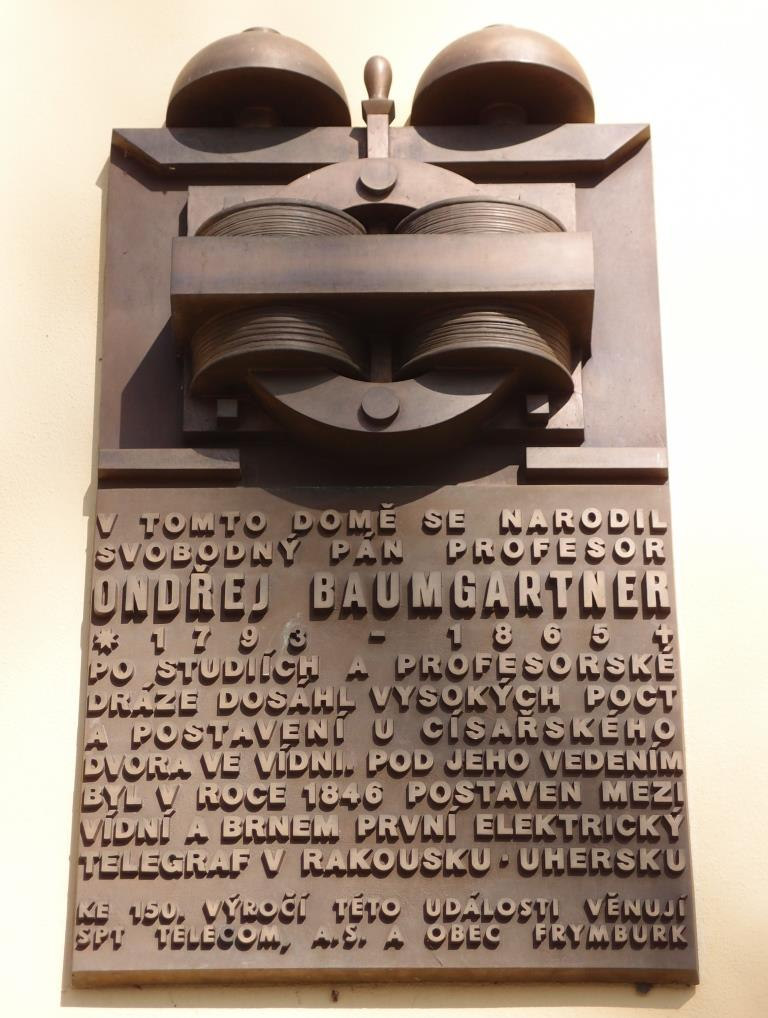
Tafel für Andreas von Baumgartner an seinem Geburtshaus in Frymburk

Andreas Baumgartner, seit 1851 Freiherr von Baumgartner (* 23. November 1793 in Friedberg, Böhmen; † 30. Juli 1865 in Hietzing) war ein österreichischer Physiker und Staatsmann.

## Biografie
Seit 1810 studierte der Bäckerssohn Mathematik und andere Naturwissenschaften an der Universität Wien, wo er ab 1815 eine Assistentenstelle am Lehrstuhl für Philosophie übernahm. 1817 übernahm Baumgartner den Lehrstuhl für Physik am Lyzeum in Olmütz und wurde 1823 zum Professor für Physik und angewandte Mathematik nach Wien berufen.
1826 gab er gemeinsam mit Andreas von Ettingshausen die Zeitschrift für Physik und Mathematik heraus, deren alleiniger Herausgeber er dann 1832 bis 1837 sowie schließlich bis 1841 zusammen mit Philipp Alois Ritter von Holger unter dem veränderten Titel Zeitschrift für Physik und verwandte Wissenschaften war. 
Wegen einer Halserkrankung musste Baumgartner 1833 seine Lehrtätigkeit aufgeben und wurde zum Direktor der Wiener Porzellanmanufaktur berufen. In dieser Zeit erfolgte auch seine Ernennung zum Hofrat. 1842 übernahm er zusätzlich des Direktorenamt bei der k.k. Tabakregie, das er bis 1848 innehatte. Seit 1846 oblag ihm auch die Leitung des neu errichteten elektrischen Telegraphenwesen und ab 1847 die Oberleitung für den Eisenbahnbau in Österreich.
Der Ministerpräsident Franz Freiherr von Pillersdorf berief ihn 1848 zum Minister für öffentliche Arbeiten und das Bergwesen. Mit dem Antritt der Regierung von Anton Freiherr von Doblhoff-Dier trat er noch im selben Jahr von diesem Amt zurück.
1851 erfolgte Baumgartners Berufung zum Minister für Handel, Gewerbe und öffentliche Bauten und im Dezember des gleichen Jahres auch zum Finanzminister.
Baumgartner wurde 1851 in den Freiherrnstand erhoben und zum Präsidenten der Akademie der Wissenschaften zu Wien ernannt. Im Jahre 1853 erhielt er den Bayerischen Maximiliansorden für Wissenschaft und Kunst. Unter seiner Oberaufsicht und der technischen Leitung von Carl Ritter von Ghega erfolgte der Bau der Semmeringbahn.
Baumgartner war bis 1855 Minister und gehörte ab 1861 dem Herrenhaus im Reichsrat an. Er stand bis zu seinem Tode der österreichischen Akademie der Wissenschaften vor und ist Stifter des Baumgartner-Preises der Akademie. Baumgartner wurde 1833 zum auswärtigen Mitglied der Bayerischen Akademie der Wissenschaften, 1854 zum Ehrenmitglied der Göttinger Akademie der Wissenschaften und im Jahr 1860 in die Leopoldina aufgenommen.

## Schriften (Auswahl)
- Aräometrie, oder Anleitung zur Bestimmung des specifischen Gewichtes und zur Verfertigung genauer Aräometer für Chemisten und Technologen. J. G. Heubner, Wien 1820 (Digitalisat).
- Die Mechanik in ihrer Anwendung auf Künste und Gewerbe. Gemeinverständlich dargestellt. J. G. Heubner, Wien 1823 (Digitalisat).
- Anleitung zum Heitzen der Dampfkessel und zur Wartung der Dampfmaschinen. J. G. Heubner, Wien 1841 (Digitalisat).
- Unterricht im Tabak-Baue. Für die Tabakpflanzer in Ungarn, Galizien und Südtirol. Kaiserlich-Königliche Hof- und Staats-Druckerei, Wien 1845.
- Die Naturlehre nach ihrem gegenwärtigen Zustande mit Rücksicht auf mathematische Begründung. 3 Bände + Supplementband. J. G. Heubner, Wien 1824 und 1831 (Digitalisate: Band 1, Band 2, Band 3, Supplementband).
- Anfangsgründe der Naturlehre als Auszug aus der Naturlehre nach ihrem gegenwärtigen Zustande mit Rücksicht auf mathematische Begründung. J. G. Heubner, Wien 1837 (Digitalisat).